# Crónica roja
Crónica roja (título del guion: Vía cerrada) es una película mexicana de 1979 dirigida por Fernando Vallejo. Ganó en ese año el Premio Ariel de la Academia Mexicana de Artes y Ciencias Cinematográficas a la Mejor ópera prima y Mejor ambientación. 

## Argumento
La película trata sobre un preso en Colombia que se fuga violentamente. 

## Ambientación
Como director de cine, Fernando Vallejo toma el tema de la época de La Violencia en Colombia, pero con actores mexicanos. Fue filmada en Jalapa (Veracruz). Ambienta territorios, idiosincrasias, costumbres como el hablarse de usted todos los personajes, incluso siendo familiares e iconografías colombianas.